# Simonija
Simonija je izraz, s katerim označujemo kupovanje funkcij in služb (predvsem cerkvenih) za denar. Ime je dobila po Simonu Magu, ki se pojavi v Apostolskih delih (Simon Čarodej, Apd 8,9-24) in ponudi Jezusovima apostoloma Petru in Janezu plačilo, da bi vsakdo, na kogar bi položil roko, dobil moč Svetega Duha. S tem izrazom se pogosto srečamo v reformaciji saj so takrat službe duhovnikov prodajali ali pa so jih kar podarili.